# Сепе Тиаражу
Сепе Тиаражу (Тиараху) (порт. Sepé Tiaraju; ок. 1723, Восточные миссии (теперь Сан-Луис-Гонзага) — 7 февраля 1756, Сан-Габриел (Риу-Гранди-ду-Сул)) — вождь повстанцев коренного народа гуарани против португальских и испанских колониальных держав XVIII века.

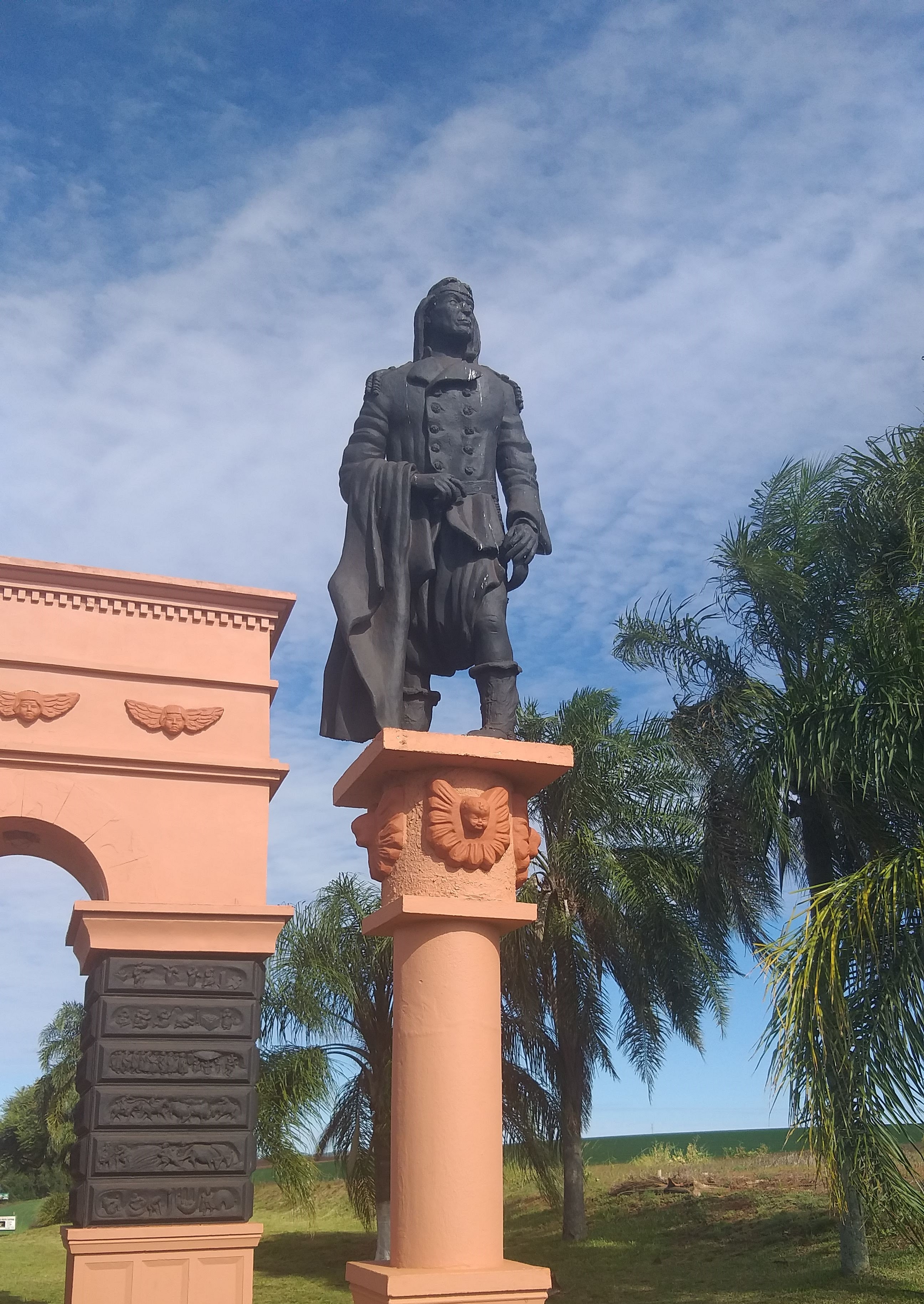
Памятник Сепе Тиаражу в Сан-Мигел-дас-Мисойнс (Бразилия)

## Биография
Представитель коренного народа гуарани. Родился около 1723 года в иезуитской миссии Сан-Луис-Гонзага на территории нынешнего штата Риу-Гранди-ду-Сул в южном регионе Бразилии. Учился у иезуитов после того, как родители мальчика умерли от скарлатины.
Он также заболел, и у него остались многочисленные шрамы, один из них на лбу в форме полумесяца. Повзрослев, Сепе соединил учение иезуитов с духами индейских верований, став таким образом лидером индейской общины.
По условиям Мадридского договора (1750) Испания и Португалия разделили спорные земли на территории нынешней южной Бразилии, Аргентины и Парагвая, некоторые иезуитские миссии были переведены, а жители были вынуждены переселиться. Проживавшие в миссиях иезуиты и индейцы гуарани не хотели соглашаться на переселение. Поэтому индейцы начали вооруженную борьбу против войск Испании и Португалии, желавших обеспечить соблюдение положений договора. Сепе призвал соплеменников к сопротивлению. Коррехидор.
Руководил силами гуарани в течение трёх лет до своей смерти. Погиб в одном из сражений, когда на лошади, был ранен копьём, а затем застрелен. Через три дня после его смерти произошло самое кровопролитное сражение войны — битва при Кайбоате, в которой погибло более 1 311 воинов гуарани.
В 2017 году объявлен Слугой Божьим.